# Lotto Thüringen Arena am Rennsteig
Koordinaten: 50° 42′ 28,9″ N, 10° 41′ 35,5″ O
Die Lotto Thüringen Arena am Rennsteig ist ein Biathlonstadion bei Oberhof und liegt auf 814 Meter über Normalnull unmittelbar am Hauptkamm des Thüringer Waldes. Bis 2003 trug sie den Namen Biathlonstadion am Rennsteig, bis Dezember 2007 Rennsteig-Arena Oberhof, bis Dezember 2018 nach dem Sponsor Deutsche Kreditbank DKB-Ski-Arena. Seit Januar 2019 ist Lotto Thüringen Namensgeber.
In dem Stadion finden regelmäßig Weltcups im Biathlon statt. Die Strecke bei Oberhof gilt als eine der schwierigsten Strecken des gesamten Weltcups und die bisherigen Zuschauerzahlen gehörten zu den höchsten aller Weltcupveranstaltungen.

## Geschichte

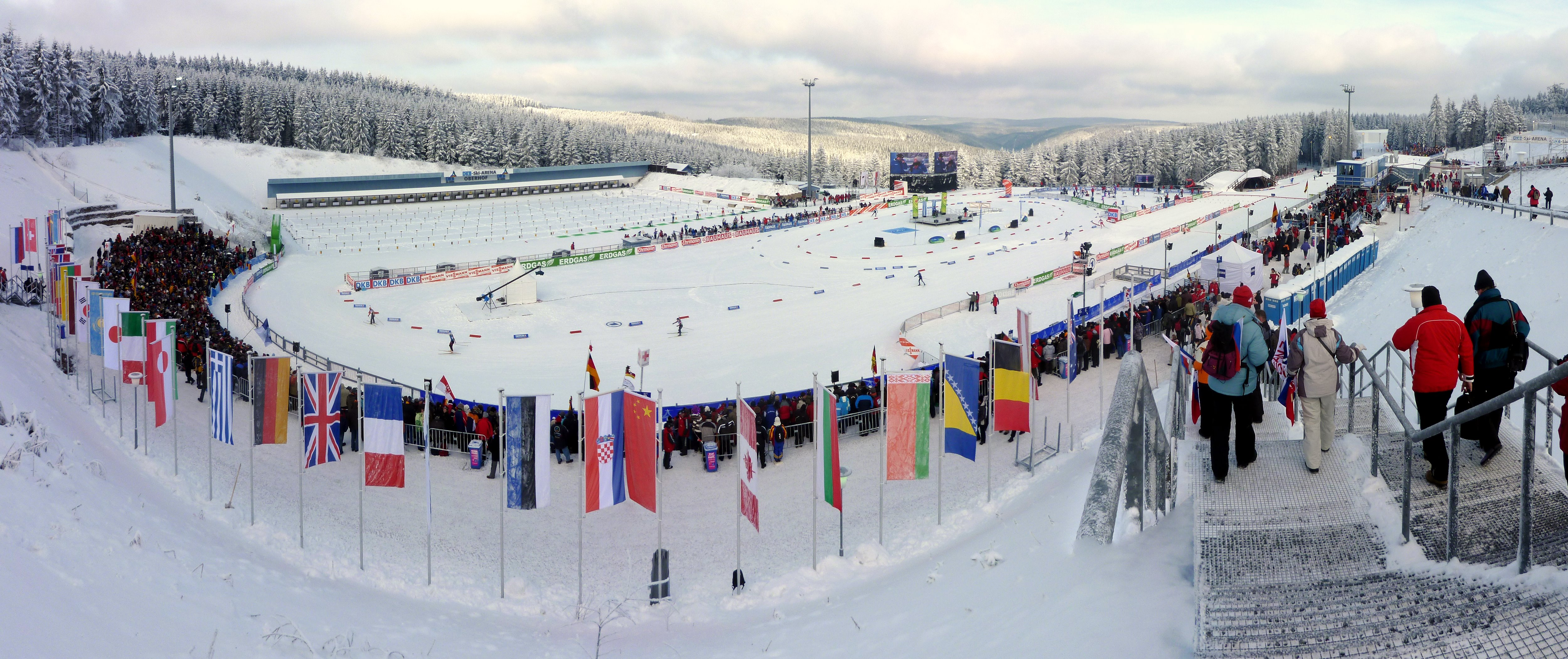
Ski-Arena beim Biathlon-Weltcup 2010

1953 fand in Oberhof der erste Patrouillenlauf, der Vorgänger des heutigen Biathlons, bei den vierten DDR-Skimeisterschaften statt. Der eigentliche Beginn des Biathlons in Oberhof war jedoch 1958. Da Biathlon 1960 als Wettkampf bei den Olympischen Spielen in das Programm genommen worden war, trainierte ab 1958 auch der Armeesportklub (ASK) Vorwärts Oberhof, der Vorgängerverein des WSV Oberhof 05, Biathlon und holte im selben Jahr gleich zwei Titel bei den DDR-Meisterschaften. Dazu war ein Schießstand auf der Kalten Mark, 600 Meter südwestlich der heutigen Rennsteig-Arena unmittelbar oberhalb der Kaserne am 869 Meter hohen Saukopf entstanden. Für das Training bauten Pioniere der Armee und zivile Baufirmen eine asphaltierte Skirollerstrecke 600 Meter nordwestlich der heutigen Arena. Bei den Olympischen Winterspielen stellte der ASK Oberhof dann die komplette Biathlonmannschaft der DDR.

### Biathlonstadion am Rennsteig

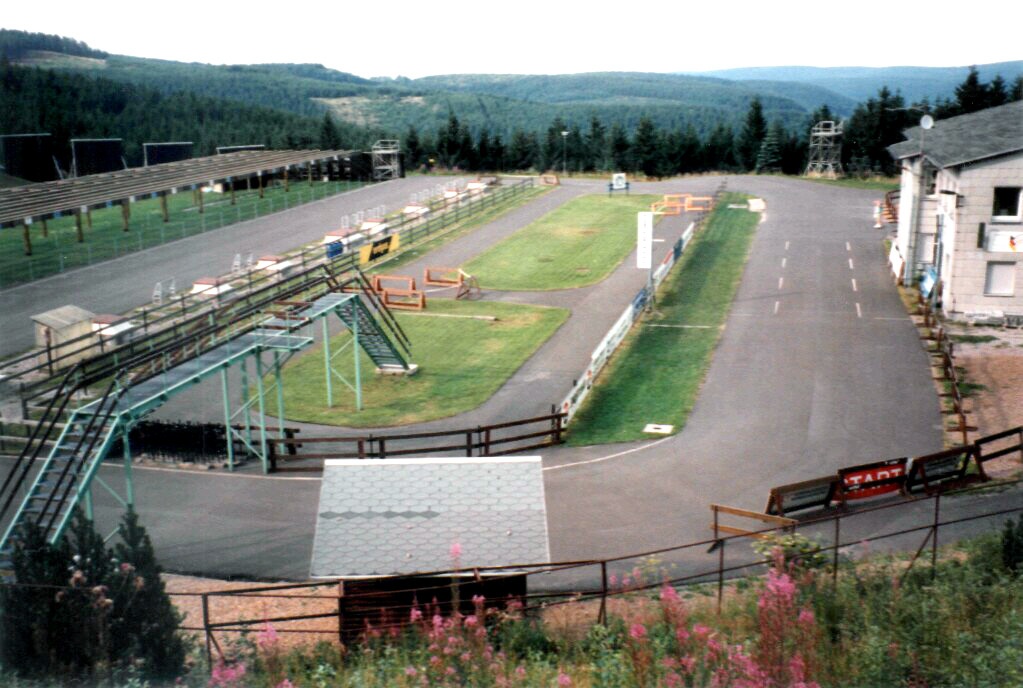
Stadion 1997

Die großen Erfolge der Biathlonmannschaft der DDR, unter anderen der erste Olympiasieg von Frank Ullrich 1980, veranlasste das Ministerium für Nationale Verteidigung auf Drängen des ASK Oberhof zu Beginn der 1980er Jahre zum Bau eines Biathlonstadions, um bessere Bedingungen für die Biathleten in Oberhof zu schaffen, da es am alten Schießstand sehr häufig Beeinträchtigungen durch Nebel gab. Auf dem Areal des alten Schießstandes wurde dann eine Schießhalle gebaut, die heute noch zum Training genutzt wird.
Der Verteidigungsminister der DDR, Armeegeneral Heinz Hoffmann, erteilte schließlich den Befehl, einen Schießstand zu errichten. Der Standort wurde ohne ordentliches Standortverfahren und ohne die örtlichen Behörden einzuschalten, festgelegt und der Bau durch Baupioniere der Nationalen Volksarmee (NVA) im Gebiet der Fallbäche begonnen. Der Standort des Stadions erwies sich wegen des schwierigen Terrains als äußerst ungünstig. Undurchdringlicher Wald an einem geneigten Hang, große Mengen von Schichtenwasser, Sumpf, Schlamm und ein anstehender Fels erschwerten den Bau des Stadions. Eine lange Regenperiode im Sommer 1981 brachte zusätzliche Probleme mit sich. Proteste gegen den Bau ignorierte man mit dem Hinweis auf den Ministerbefehl. Der Rat des Bezirkes hob dementsprechend eine ausgesprochene Bausperre gleich wieder auf. Es wurde keine Rücksicht darauf genommen, dass sich das Bauareal im Bereich der Fallbachquellen befand, die für die Wasserversorgung Oberhofs lebensnotwendig sind.
Die Pioniere rodeten unter der Leitung von Karl Koch im Mai 1981 eine 170 mal 145 Meter große Fläche als Baugebiet für das Biathlonstadion. Es wurden insgesamt 40.000 Kubikmeter Erdreich, wegen der vielen Regenunterbrechungen teilweise in Sonderschichten, abtransportiert. Das zweigeschossige Regiegebäude mit einer Grundfläche von 10 mal 20 Metern, sowie ein eingeschossiges Trefferanzeigegebäude, 6 mal 10 Meter, wurden bis Ende November 1981 im Rohbau errichtet und im Winterhalbjahr innen ausgebaut. Am 30. September 1982 waren die Gebäude fertig gestellt. Im Frühjahr 1982 begann man mit dem Bau des Schießplatzes und der Skirollerstrecke. Der Schießstand saß auf 70 Ortbetonfundamenten. Eine Wechselbrücke diente dazu, dass Sportler, Trainer und Funktionäre in den Innenraum gelangen konnten. Im Ausgangsbereich des Stadions ermöglichte eine weitere Brücke das Kreuzen der Strecken. Im Schutzwall hinter dem Schießstand wurde zum ersten Mal in der Geschichte des Biathlons eine feste Blendenanlage verwendet. Der Schießstand hatte 32 Bahnen und war mit in der DDR entwickelten Klappscheiben und daneben mit Papierscheiben bestückt.

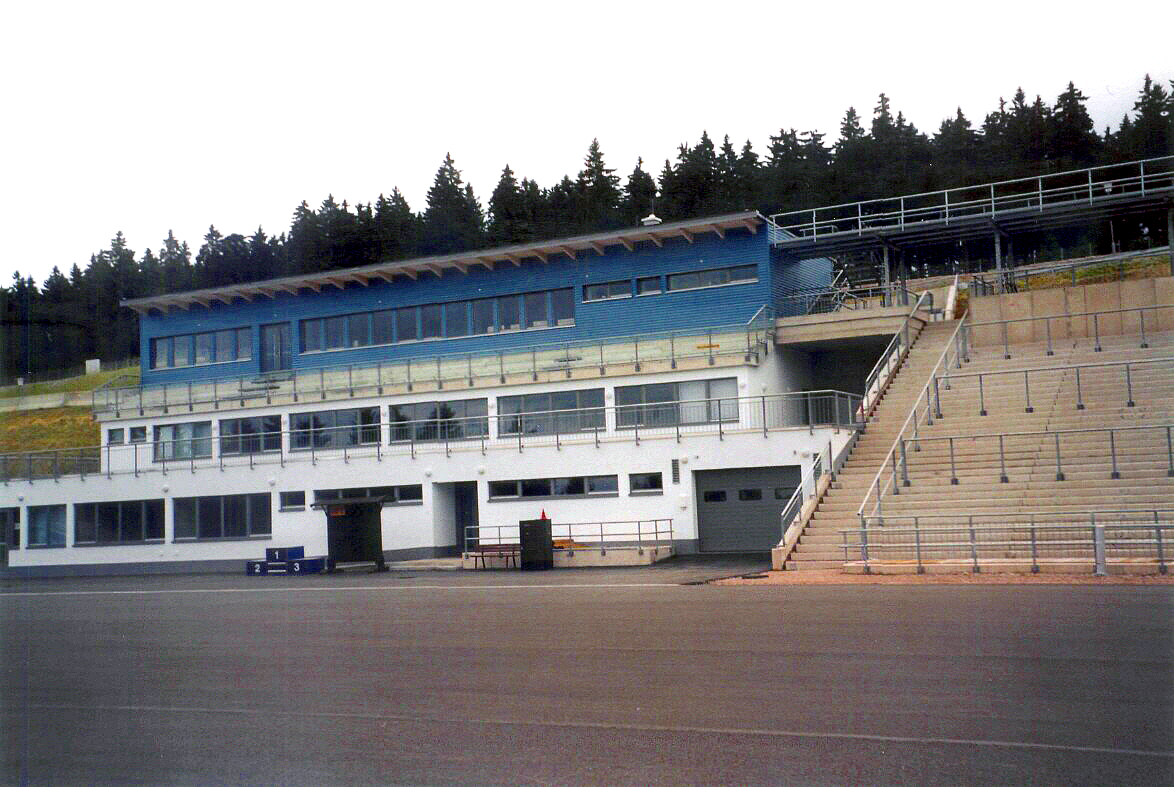
Regiegebäude 2003

Verschiedene Laufstrecken mit einer Breite von je drei Metern waren auf den klassischen Laufstil in Parallel-Spuren ausgerichtet. Für den erst später aufgekommenen Skating-Laufstil, für den eine breitere Piste benötigt wird, waren die Strecken dann teilweise zu schmal. Dieser Zustand hielt teilweise bis zum Umbau 2002 an.
Am 3. März 1983 erlebte das Biathlonstadion seine Wettkampfpremiere mit den DDR-Meisterschaften, als der amtierende Weltmeister Frank Ullrich bei idealen Witterungsbedingungen die Auftaktentscheidung über 20 Kilometer der Herren gewann. Mit Einsetzen eines Tauwettereinbruchs folgte für die Oberhofer Sportstätte eine Woche später die erste internationale Bewährungsprobe mit den Biathlonentscheidungen der Armeespartakiade der befreundeten Armeen. Trotz Wettkampftemperaturen von drei Grad Plus und anhaltender Schneeschmelze wurde auch diese Veranstaltung durch einen sehr hohen Aufwand – die NVA transportierte Schnee aus der Region um Frauenwald und aus dem Gebiet des 983 Meter hohen Beerberges heran – ein Erfolg. Bei diesen Wettkämpfen waren viele Generäle der sozialistischen Armeen anwesend. Ehrengast war der Präsident der Internationalen Union für Modernen Fünfkampf und Biathlon (UIPMB, Vorgängerorganisation der IBU), der Schwede Sven Thofelt, der 1928 Olympiasieger im Modernen Fünfkampf war. Er sagte im Kreis von Prominenten zu Rolf Hackel, dem Oberhofer Bürgermeister:
„Bewerben Sie sich um Weltmeisterschaften. Ich versichere Ihnen, Sie bekommen Sie, ganz bestimmt.“
1984 fand dann der erste Biathlon-Weltcup in Oberhof statt. In den nächsten Jahren folgten noch ein paar Weltcups, bis die Anlage 1992, erstmals vor allem im technischen Bereich, umfassend modernisiert wurde. Das Biathlonstadion, das zunächst der NVA unterstand und nach der Wende der Bundeswehr, wurde am 1. Januar 1997 mit der Schießhalle an das Bundesleistungszentrum (BLZ) übergeben.

### Rennsteig-Arena
Nachdem Oberhof den Zuschlag für die 34. Biathlon-Weltmeisterschaften 2004 beim Kongress der Internationalen Biathlon-Union (IBU) 1998 in Salzburg erhalten hatte, plante man den Bau eines komplett neuen Stadions. Die Bauarbeiten wurden durch die STRABAG Thüringen unter dem Bauleiter Cordes mit dem symbolischen Spatenstich am 28. Mai 2001 begonnen. Das alte Biathlongebäude von 1982, das bis dahin den freien Blick der Zuschauer auf den Wettkampfplatz verhindert hatte, wurde abgerissen und durch ein modernes, dreistöckiges Gebäude mit einem Bruttorauminhalt von 3500 Kubikmetern und mit einer Dachterrasse ersetzt. Die Fläche der Rennsteig-Arena beträgt jetzt 60.000 Quadratmeter. Die Brücke im Ausgangsbereich ist als einziges Bauwerk des alten Stadions erhalten geblieben.
Neben dem Gebäude entstand eine 105 Meter lange Hauptzuschauertribüne, die mit einem 90-Grad-Bogen bis zum Schießstand reicht und für 8000 Personen Stehplätze bietet. Von ihr hat man optimale Sichtbedingungen auf den Schießstand, die Strafrundenstrecke, den Start und den Zieleinlauf. Auf der anderen Seite des Gebäudes befindet sich eine zusätzliche mobile Tribüne, die für weitere 4000 Personen Platz bietet.
Im Innenraum können Athleten, Kampfrichter und Journalisten, vom Regiegebäude kommend, durch eine Unterführung, ohne die Wettkampfbahnen zu kreuzen, zu den innenliegenden Funktionsbereichen gelangen. Die Schießanlage wurde um beinahe 90 Grad gedreht. Für den kompletten Umbau des Stadionbereiches mussten 130.000 Kubikmeter Erdreich bewegt, 2000 Kubikmeter Transportbeton eingebaut und 340 Tonnen Stahl verarbeitet werden. Die bestehenden Biathlonstrecken wurden durch 10.000 Quadratmeter Bitumendecke von drei auf sechs Meter verbreitert.

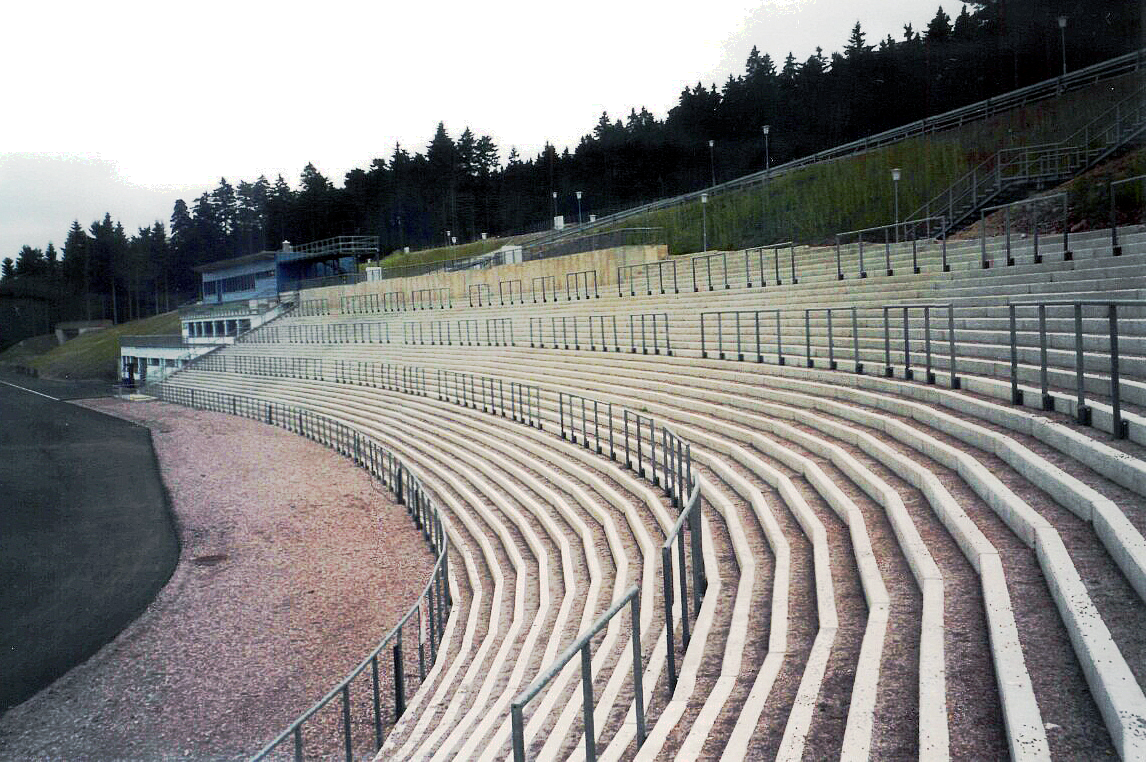
105-Meter-Tribüne 2003

Am 13. September 2002, 16 Monate nach dem ersten Spatenstich, feierte man während der Deutschen Meisterschaften Richtfest für das Funktionsgebäude. Die restlichen Bauarbeiten wurden 2003 durchgeführt. Der erste Wettbewerb fand beim Biathlon-Deutschlandpokal vom 20. bis 22. Dezember 2002, der erste internationale Wettbewerb mit der Laufdisziplin in der Nordischen Kombination am 31. Dezember 2002 statt.
Der Stadtrat von Oberhof beschloss 2003, die Sportstätte, die bis dahin Biathlonstadion am Rennsteig hieß, in Rennsteig-Arena Oberhof umzubenennen. Das Stadionfest mit der Enthüllung einer Tafel mit dem neuen Namen fand am 20. September 2003 statt. Die TCC Medienwerkstatt GmbH in Zella-Mehlis entwickelte für das neue Stadion ein eigenständiges Logo.
Die Kosten des Umbaus beliefen sich auf rund 6,1 Millionen Euro. Daran beteiligte sich der Freistaat Thüringen mit dem größten Anteil von 3,4 Millionen Euro. Vom Bund kamen weitere 1,45 Millionen Euro. Der Landkreis Schmalkalden-Meiningen steuerte 600.000 Euro bei und 230.000 Euro kamen aus dem Stadthaushalt von Oberhof. Die Bundesagentur für Arbeit hat 400.000 Euro übernommen. Nach anderen Quellen belief sich der Umbau auf rund 6,4 Millionen Euro.
Im Dezember 2007 wurden die Namensrechte der Arena an die Deutsche Kreditbank (DKB), die auch Sponsor mehrerer Biathleten ist, verkauft. Der Namenswechsel in DKB-Ski-Arena Oberhof wurde auf einer Sondersitzung des Oberhofer Stadtrates einstimmig angenommen. Beim Weltcup der Nordischen Kombination am 30. Dezember 2007 trug das Stadion erstmals den neuen Namen.
Im Dezember 2017 gab die DKB bekannt, sich mit dem Ende des Jahres 2018 aus dem Sponsoring zurückzuziehen. Seit dem 1. Januar 2019 heißt das Stadion Lotto Thüringen Arena am Rennsteig.

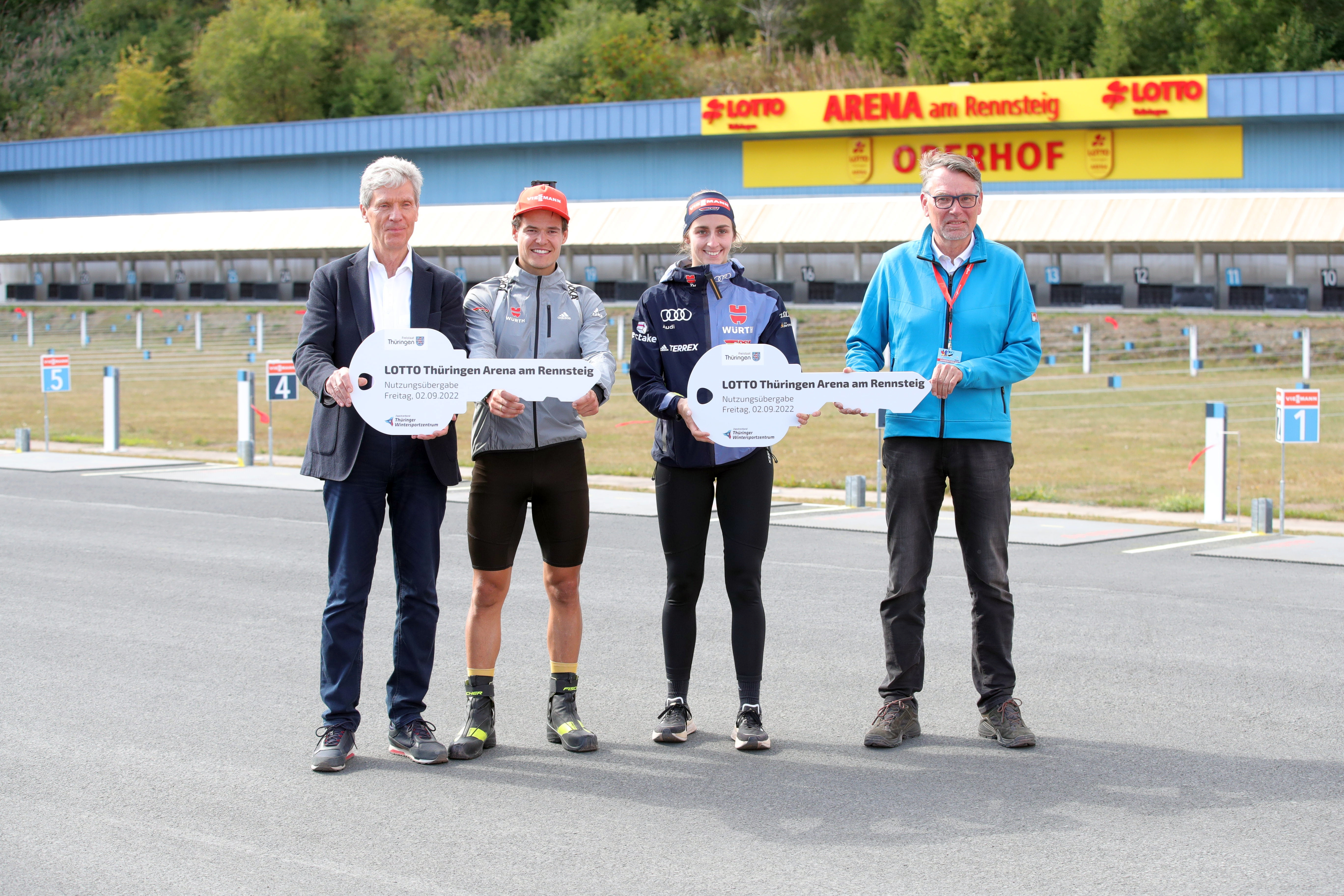
Offizielle Übergabe der Arena nach dem Umbau: Helmut Holter, Philipp Horn, Vanessa Voigt und Hartmut Schubert

Nach dem Zuschlag für die Biathlon-Weltmeisterschaften 2023 wurden umfangreiche Umbauarbeiten durchgeführt. So wurden Startbereich und Strafrunde verlegt, die Tribünen erweitert, zwei neue Funktionsgebäude errichtet, bessere Zugänge für Athleten und Betreuer geschaffen und die Streckenführung (insbesondere am sogenannten „Frankfurter Kreuz“) geändert.[veraltet]

## Die Arena

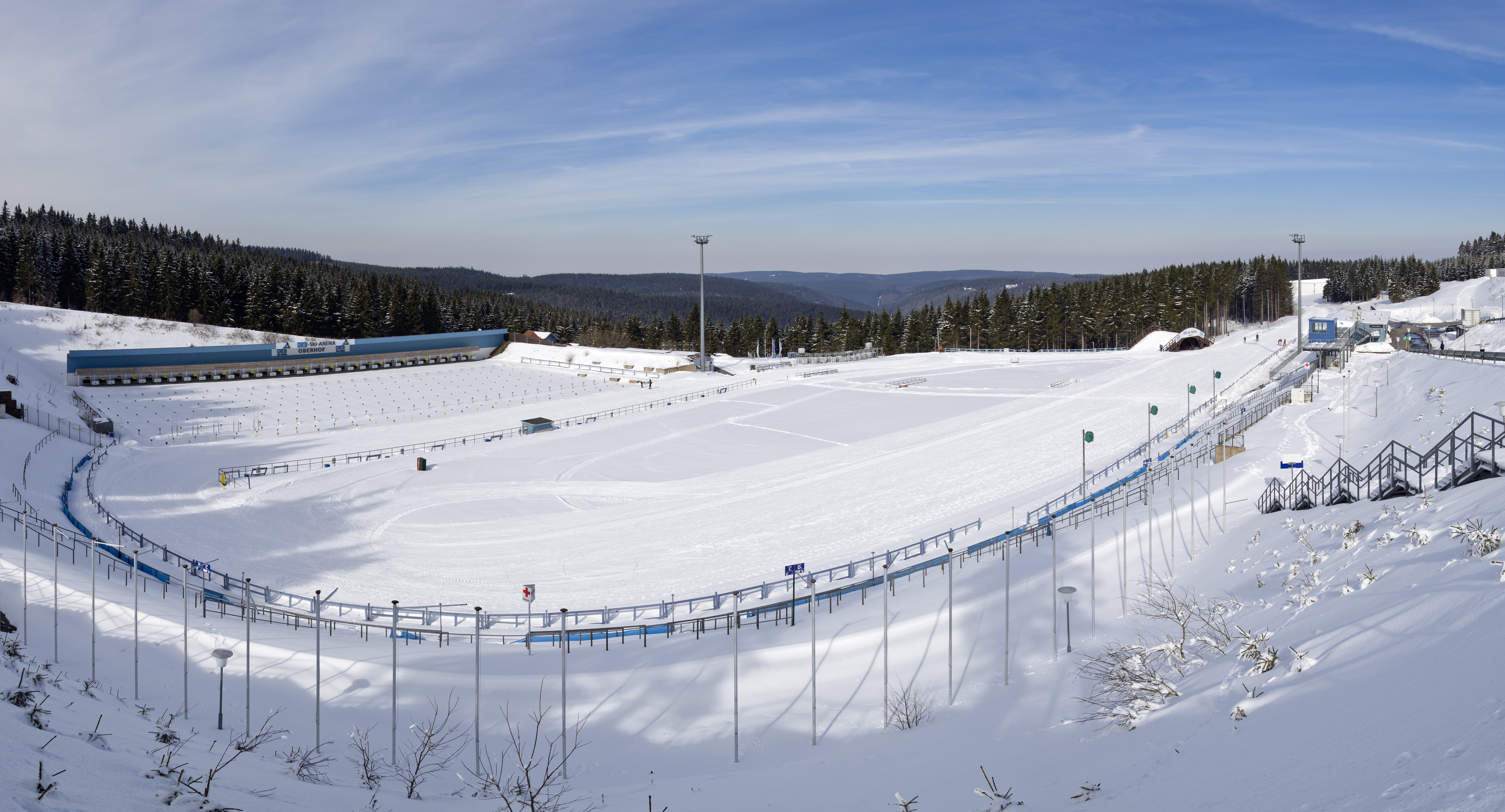
Arena am Rennsteig 2013

### Lage
Die Arena befindet sich knapp 2,5 Kilometer westlich von Oberhof im Thüringer Wald am sogenannten Grenzadler, einem etwa zwei Meter hohen Grenzstein mit preußischem Adler, 837 Meter über Normalnull. Am Grenzadler befinden sich auch ein großer Parkplatz mit gleichem Namen und eine Kaserne der Sportfördergruppe der Bundeswehr. In der 1961 fertiggestellten damaligen Armeekaserne hatten später die Biathleten, die zuvor im Kammerbacher Pirschhaus untergebracht waren, eine neue Unterkunft gefunden. Der Bereich des Grenzadlerparkplatzes wurde früher auch Schützenwiese genannt. 200 Meter südlich der Rennsteig-Arena führt der für die Rennsteig-Arena namensgebende Rennsteig vorbei, ein 169,3 Kilometer langer Höhenwanderweg, wobei der Grenzadler den Kilometer-Punkt 61,4 einnimmt.

### Zuschauerbereich

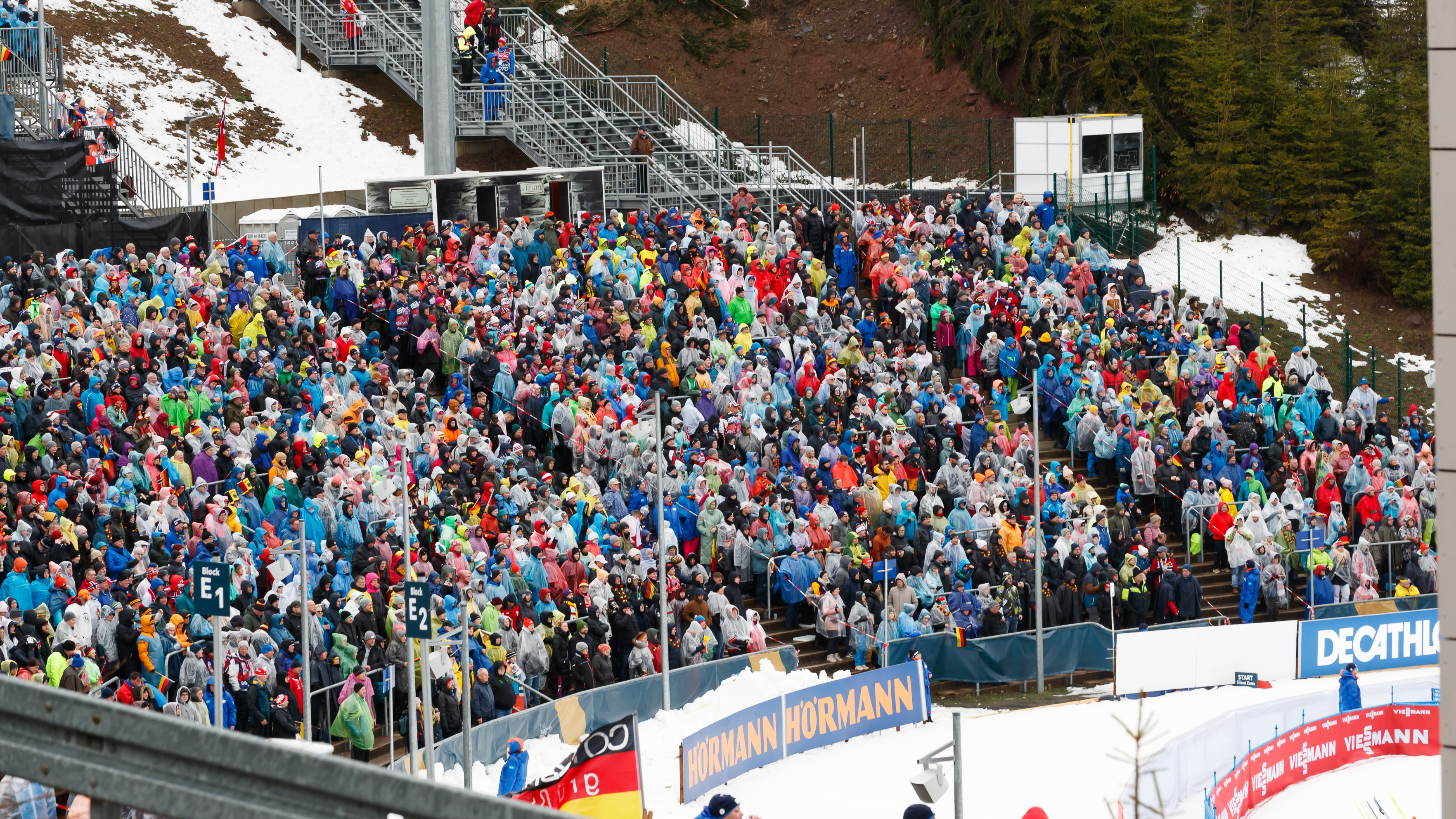
Blick auf Zuschauertribüne 2023

Das Stadion hat (Stand 2025) eine Kapazität von etwa 13.000 Zuschauern. Davon haben 6500 auf einer 105 Meter langen Tribüne Platz. Diese ist in die Blöcke A bis G untergliedert und befindet sich links vom Regiegebäude. Eine mobile Stahlrohrtribüne auf der anderen Seite des Regiegebäudes fasst 4000 Zuschauer. Diese Tribüne umfasst die Blöcke H und I. Zum Weltcup 2008 wurden im unteren Teil 980 Sitzplätze, wo zuvor Stehplätze waren, geschaffen, wodurch sich die Kapazität dieser Tribüne um etwa 1000 Stehplätze verringerte. Die Tribünen sind so gestaltet, dass die Sichtlinien zum Schießstand nur 55 bis 160 Meter lang sind. Andere Quellen geben 9000 Zuschauer für die 105-Meter-Tribüne und 6500 Zuschauer für die Stahlrohrtribüne an. Wegen des steigenden Zuschauerzuspruchs wurde zum Weltcup 2006 am Ende der Sägespänerunde, auf der Höhe des früheren Zielbereiches, bevor es ins Stadion geht, noch eine Zusatztribüne, Waldtribüne genannt, aufgebaut. Diese bietet weiteren 1000 Personen Platz. Die Kapazität dieser Tribüne wurde zum Weltcup 2008 auf 1500 erhöht. Die Sicht in das Stadion ist von dort allerdings etwas eingeschränkt.
Auf den Strecken werden bei Weltcups bis zu 12.000 Zuschauer zugelassen. Die meisten halten sich in der Nähe des Birxsteigs auf, wo auch eine Videowand aufgestellt ist. In diesem Bereich befindet sich auch eine Wechselbrücke, um es den Zuschauern zu ermöglichen, den Birxsteig zu überqueren, um so zu anderen Streckenteilen zu gelangen. Zum Weltcup 2008 wurde der gesamte Zuschauerbereich an der Strecke durch ein Informationssystem optimiert. Tafeln verschaffen den Zuschauern einen Überblick über die für sie zugänglichen Bereiche. Zur besseren Zuschauerlenkung wurde eine weitere Wechselbrücke errichtet. Damit sind jetzt insgesamt vier Wechselbrücken auf den Strecken verteilt.
Um ein leichteres Besetzen der einzelnen Tribünen des Stadions und der Rennstrecke bei Wettkämpfen zu ermöglichen, werden schon am Busparkplatz am Grenzadler die Zuschauer für die drei Tribünen und die Strecke aufgeteilt.

### Schießstand

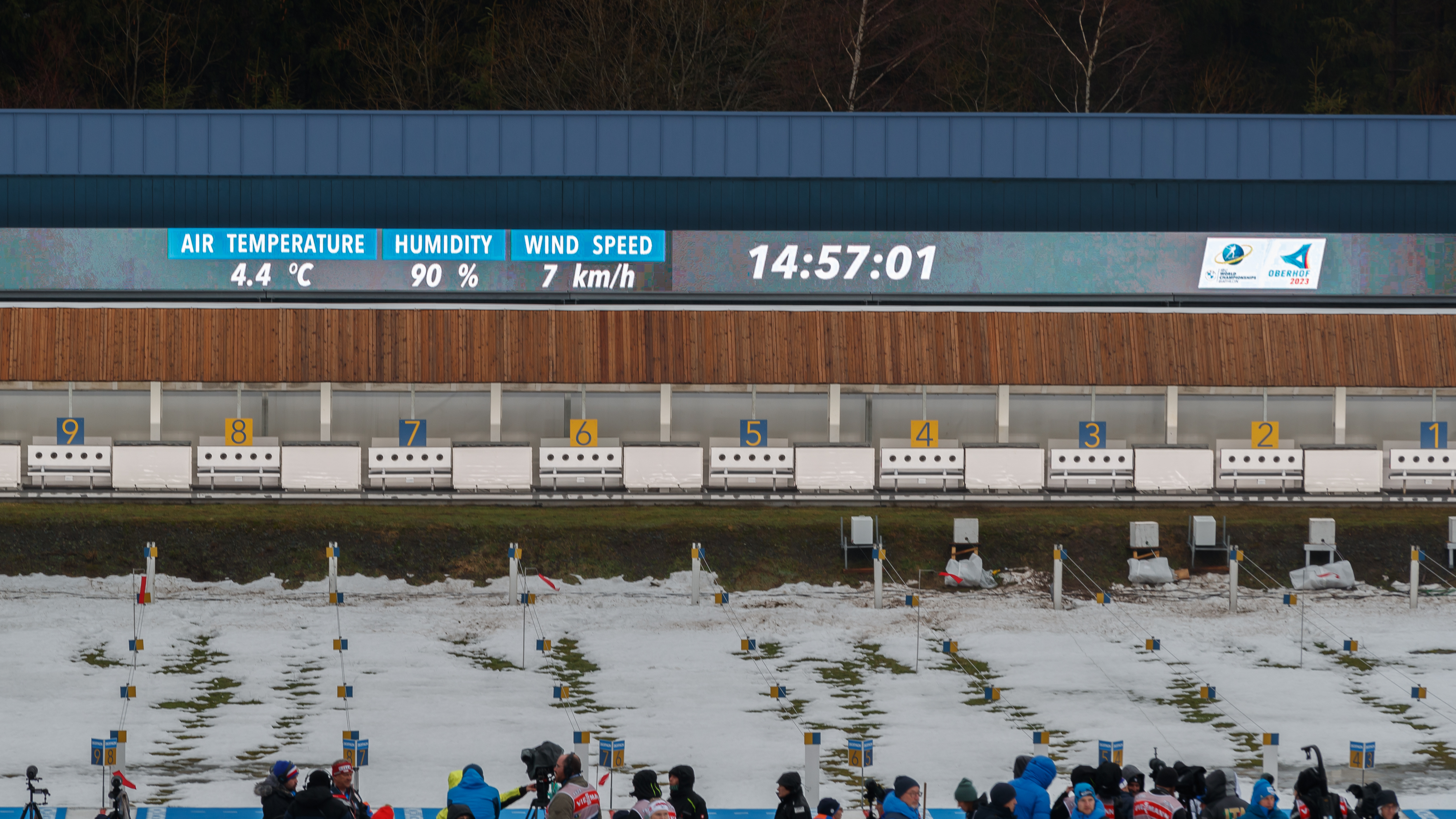
Blick auf modernisierten Schießstand 2023

Am Schießstand mit seinen 30 Bahnen haben die Athleten einen Abstand von 50 Metern zur Zielscheibe. Der Schießstand ist mit dem deutschen elektronischen System HoRa 2000 E ausgestattet, dem modernsten und verbreitetsten im Weltcup. Dabei werden die Treffer beim Aufprall des Geschosses durch einen Impuls eines Sensors ausgelöst, im Gegensatz zu den teilweise noch im Weltcup verwendeten Klappscheiben des Typs Kurvinen aus Finnland. Anschließend wird eine weiße Scheibe als Trefferanzeige vor die schwarze Scheibe geschoben. Durch eine schiebbare Blende wird die Größe der fünf Trefferfelder pro Bahn von 115 Millimetern für den stehenden Anschlag auf 45 Millimeter für den liegenden Anschlag geändert.
Der Schießstand ist hinten und seitlich durch Sicherheitswälle aus Erdreich geschützt. Er ist außerdem mit quergehendem Blendwerk über den Bahnen ausgerüstet, um eventuelle Fehlschüsse nach schräg oben aufzuhalten. Diese Blendwerke entsprechen den deutschen und den thüringischen Sicherheitsauflagen. Bei nationalen Veranstaltungen oder im Trainingsbetrieb müssen die Blenden vorhanden sein. Bei Weltmeisterschaften oder einem Weltcup untersteht die Rennsteig-Arena der International Biathlon Union (IBU) und deren Sicherheitsauflagen. Diese sehen keinen Blendschutz vor, weshalb die sichtbehindernden Balken bei internationalen Wettkämpfen entfernt werden.
2021 wurde im Zuge der Modernisierungsarbeiten für die Biathlon-WM 2023 unmittelbar über den Scheiben eine LED-Leinwand installiert, auf der den Zuschauern im Stadion unter anderem der Name und die Scheiben des gerade schießenden Athleten angezeigt werden können.
Die die 150 Meter lange Strafrunde befindet sich seit dem Umbau am Rand des Stadions und hat eine Breite von 5 Metern. Zuvor war sie im Innenbereich des Stadions angesiedelt.

### Technische Einrichtung

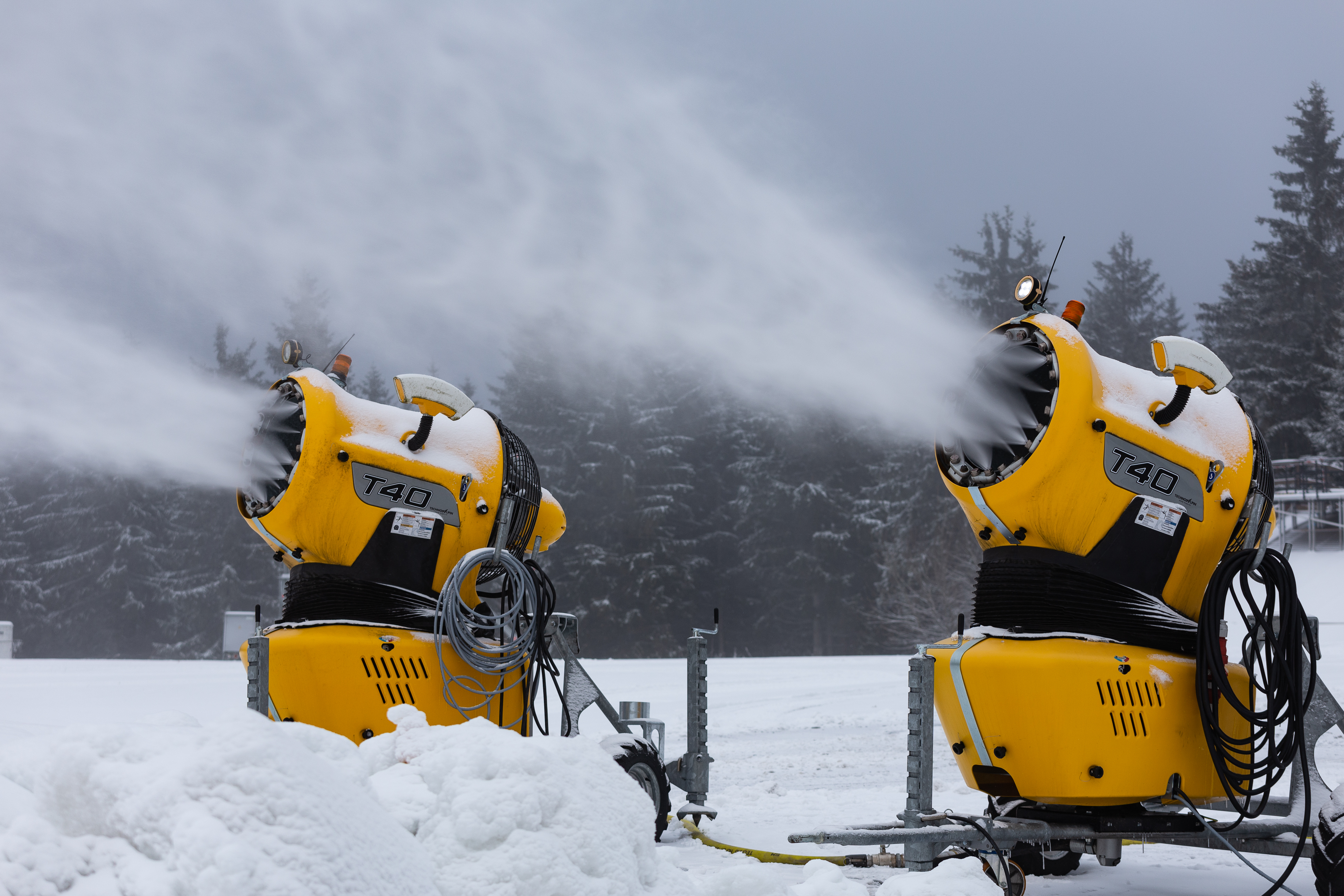
Schneekanonen in Oberhof

Damit die Zuschauer im Stadion das Geschehen auf den Strecken verfolgen können, werden bei den Wettkämpfen zwei Videowände aufgestellt. Um die Sichtbedingungen weiter zu verbessern, wurde für den Weltcup 2006 eine der beiden 24 Quadratmeter großen Videowände durch eine 40 Quadratmeter große ersetzt. Eine dritte Videowand befindet sich außerhalb des Stadions am Birxsteig. Zum Weltcup 2008 wurde eine vierte Videowand vor der Waldtribüne neu errichtet. Zu Wettkämpfen werden auch Imbiss- und Versorgungsstände an den Zugängen der Arena aufgestellt.
Die durchschnittliche Schneehöhe in Oberhof beträgt 35 Zentimeter. Bei schlechten Schneeverhältnissen können, wenn es kalt genug ist, der Innenraum des Stadions und die Strecken mit Schneekanonen beschneit werden. Ist es für eine künstliche Beschneiung zu warm, wird versucht, auf Schneedepots, die beim ersten Schnee des Winters an bestimmten schattigen Stellen, wie im Kanzlersgrund oder am fünf Kilometer südlich von Oberhof gelegenen Schneekopf befüllt worden sind, zuzugreifen. Von diesen Depots wird der Schnee dann mittels LKW zur Rennsteig-Arena geschafft. So waren beispielsweise zum Weltcup 2005 im Kanzlersgrund rund 200 LKW-Ladungen Schnee gelagert. Durch diese Maßnahme war es Oberhof als erstem Austragungsort möglich, in der schneearmen Saison 2000/2001 einen Weltcup auszurichten.
Der schneearme Winter 2006/2007 stellte die Organisatoren beim Weltcup 2007 vor große Probleme. Aufgrund der anhaltend milden Witterung konnte kein Schneedepot angelegt werden, auch für die Schneekanonen war es im Vorfeld der Veranstaltung zu warm. Um den Weltcup sicherzustellen, wurden ab dem 20. Dezember 2006 etwa 80 LKW-Ladungen Crash-Eis, das eigentlich zum Kühlen von Fischen verwendet wird und speziell für Oberhof in einem Eiswerk im 550 Kilometer entfernten Bremerhaven hergestellt wurde, herangeschafft. Ungefähr 4000 Kubikmeter grobkörniger Schnee bildeten die Grundlage für eine verkürzte, 2,5 Kilometer lange Piste. Zusätzlich wurde vor Ort in einem speziellen, 15 mal 30 Meter großen und sechs Meter hohen Kältezelt mit neun Schneekanonen der restliche Schnee produziert. Die Kosten dazu beliefen sich auf mehrere 100.000 Euro.
Im November 2013 wurde ein Wasserspeicher-Teich in Betrieb genommen, der der Schneeproduktion für die Schneekanonen dienen soll. Der See wurde nach dem langjährigen Oberhofer Weltcup-Organisationskommitee-Chef Wolfgang Filbrich „Wolfgangsee“ genannt.

### Trivia
Im Sommer 2006 wurden per Stimmzettel die 50 Lieblingsorte der Deutschen in der gemeinsamen Aktion von ZDF und Baedeker gewählt. An dieser Wahl, die am 23. September 2006 mit der ZDF-Sendung Unsere Besten endete, nahmen fast 350.000 Personen teil. Sie wählten die Rennsteig-Arena auf den 15. Platz. Unter den Sportstätten stellte dies die beste Platzierung dar.

## Strecken

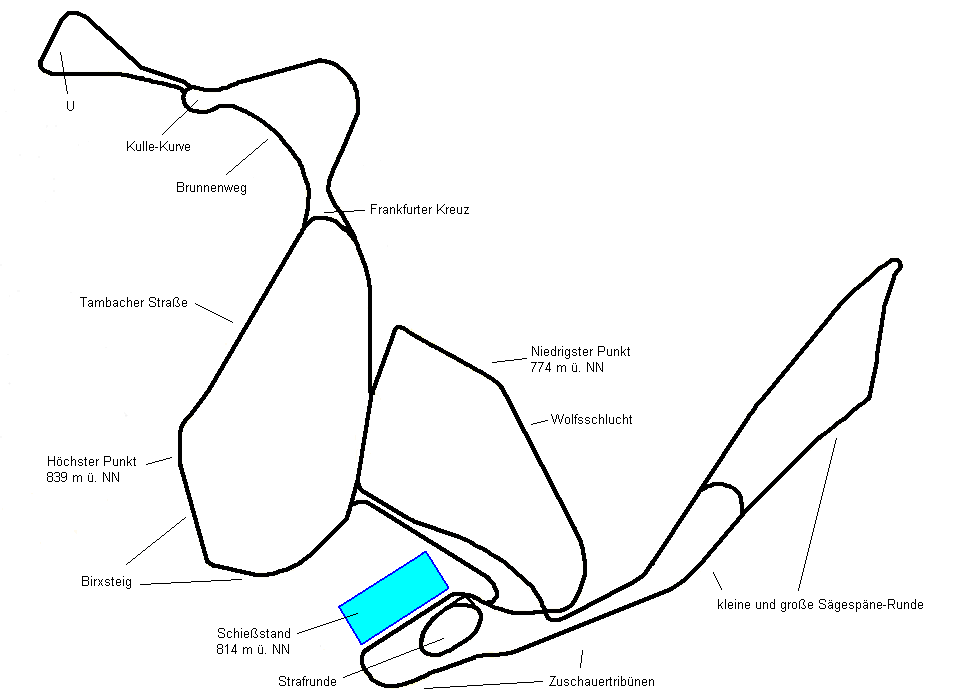
Ehemaliger Streckenplan

Die Strecken in Oberhof gelten als sehr schwierig. Lange Abfahrten wie die Wolfsschlucht, bei denen hohe Geschwindigkeiten erreicht werden, wechseln sich mit langen Anstiegen, wie dem Birxsteig, ab. Die Strecken wurden während des Umbaus zu den Weltmeisterschaften 2004 verbreitert, so dass annähernd auf jedem Streckenabschnitt ein Überholmanöver möglich ist. Das Streckennetz ist in fünf Streckenabschnitte mit unterschiedlichen Längen und Schwierigkeitsgraden unterteilt. Die Strecke eins ist die längste mit 3999 Metern. Sie umfasst das komplette Streckennetz bis auf den hinteren Teil der Sägespänerunde. Die anderen vier Strecken sind 3446, 3099, 2595 und 2151 Meter lang und liegen auf Höhen zwischen 774 und 839 Metern über Normalnull. Die einzelnen Strecken, die alle ein FIS-Zertifikat haben, können in verschiedenen Varianten miteinander gekoppelt werden. Seit 2015 gibt es mit der nach der ehemaligen Biathletin Andrea Henkel benannten „Henkel-Schleife“ eine zusätzliche Schleife direkt vor dem Stadion.

### Streckenbeschreibung
Die einzelnen Streckenabschnitte haben unterschiedliche Bezeichnungen wie Wolfsschlucht, Birxsteig, Tambacher Straße, Frankfurter Kreuz, U, Brunnenweg, Kulle-Kurve und Sägespäne-Runde, die abhängig von der ausgewählten Wettkampfstrecke benutzt werden. Die Streckenabschnitte werden je nach der Art der Rennen, der geforderten Länge und dem Geschlecht der Wettkampfteilnehmer ausgewählt. Einen Einfluss auf diese Auswahl nimmt auch die Streckenbeschaffenheit; so konnte beim Weltcup 2007 wegen Schneemangel die Wolfsschlucht nicht benutzt werden. Die Wolfsschlucht wird auch öfters bei den Staffelwettkämpfen oder beim Massenstart in der ersten Runde nach dem Start weggelassen und erst in der zweiten Runde nach dem ersten Schießen angefahren, wenn das Feld nicht mehr so dicht beieinander ist. Die Sägespäne-Runde ist auch zweigeteilt und kann, je nach Streckenlänge und Disziplin, individuell, als kleine oder große Sägespäne-Runde benutzt werden.

#### Wolfsschlucht
Um den internationalen Anforderungen an eine Rennstrecke hinsichtlich der Höhenunterschiede und der technischen Bedingungen gerecht zu werden, wurde die Wolfsschlucht als Teil der Strecke erbaut. Namensgeber für diesen Streckenabschnitt war der frühere Biathlet Karl-Heinz Wolf, der federführend bei Konzeption und Bau war. Die Wolfsschlucht stellt den schnellsten Streckenabschnitt im gesamten Weltcup dar. Hier werden Geschwindigkeiten von teilweise über 80 Kilometern pro Stunde erreicht. Vor ein paar Jahren wurde dieser Abschnitt etwas entschärft, indem man die Kompression am unteren Ende der Schlucht mit etwas Erde auffüllte. Vor der Entschärfung wurden noch höhere Geschwindigkeiten erreicht. Die Kompression im unteren Abschnitt ist mit 774 m über Normalnull die tiefste Stelle der gesamten Strecke.

#### Birxsteig
Der Birxsteig ist der längste Anstieg der gesamten Strecke. Er verläuft direkt hinter dem Schießstand und hat die größten Steigungen. Dort ist der Zuschauerzuspruch bei den Wettkämpfen am größten. An der Rückwand des Schießstandes wird bei den Wettkämpfen eine Videowand aufgebaut. Über den Birxsteig führt eine 6,21 Meter lange und 2,07 Meter breite Brücke, die den Zuschauern das Wechseln von der einen auf die andere Seite ermöglicht. Der Namensgeber für diesen Streckenabschnitt ist der Streckenchef Roland Schmidt mit dem Spitznamen Birx. Der Birxsteig geht vom niedrigsten Punkt der Strecke, der Kompression der Wolfsschlucht, von 774 Meter über Normalnull 500 Meter lang nur bergauf bis zum höchsten Punkt mit 839 Metern. Am Birxsteig wird seit dem Weltcup 2005 von der Fernsehanstalt auch eine Schienenkamera aufgebaut, um die Athleten beim Anstieg zu begleiten.

#### Tambacher Straße
Der Streckenabschnitt vom Birxsteig zum Frankfurter Kreuz nennt sich Tambacher Straße. Es ist die alte Fahrstraße von Oberhof nach Tambach-Dietharz.

#### Frankfurter Kreuz
Das Frankfurter Kreuz befindet sich etwa 450 Meter nordwestlich der Rennsteig-Arena. Es ist der zentrale Knotenpunkt der gesamten Strecke. Hier ist einerseits der Wendepunkt für die Strecken vier und fünf, andererseits verlaufen die Strecken eins, zwei und drei von hier zum Hochwald und zum U. Dieser wechselnde Skiverkehr hat vor vielen Jahren einen Streckenverantwortlichen zu dem Ausspruch „Hier geht’s ja zu, wie auf dem Frankfurter Kreuz“ veranlasst. Damit hatte dieser Kreuzungspunkt seinen Namen.

#### U
Bei dem U handelt es sich um den Umkehrpunkt der Strecken eins und zwei. Diese beiden Strecken sind die längsten des Streckennetzes. Die Wendeschleife befindet sich im äußersten Nordwesten der Anlage in etwa 700 Meter Luftlinie Entfernung von der Rennsteig-Arena.

#### Brunnenweg
Dieser Streckenabschnitt ist eng mit der Geschichte von Oberhof verbunden. Es existieren rund um den Ort sieben Brunnen, die schon seit langer Zeit über Wege zu erreichen sind. Im Streckennetz der Rennsteig-Arena blieb diese alte Forstbezeichnung erhalten. Einer der großen Brunnen befindet sich innerhalb des Streckennetzes und dient als wichtiges Wasserreservoir für die Anlage.

#### Kulle-Kurve
Bei weiteren Ausbauarbeiten der ehemaligen Anlage und zur Perfektionierung der Strecken am Grenzadler wurde am Ende der Rollerbahn eine gefährliche Rechtskurve entschärft, indem man eine großzügigere Rundung anlegte, damit die Athleten von der Tambacher Straße kommend und zurück zum Frankfurter Kreuz fahrend, ihre Ski durch die Kurve nicht mehr umsetzen müssen. Namensgeber für diesen Abschnitt war ebenfalls der ehemalige Oberhofer Biathlet Karl-Heinz Wolf, der den Spitznamen Kulle trug.

#### Sägespäne-Runde
Sie befindet sich östlich der Rennsteig-Arena und verläuft nahezu parallel zur Straße Oberhof-Grenzadler und ist in die kleine und die große Sägespäne-Runde unterteilt. Der Name für den Rundkurs kommt von seiner besonderen Präparation in früheren Jahren. Die Wintersportler streuten im Herbst reichlich Sägespäne auf diesen Streckenabschnitt. Der sich morgens absetzende Raureif sorgte dafür, dass mit dem Skitraining schon vor dem Winter begonnen werden konnte.

## Asphaltstrecken

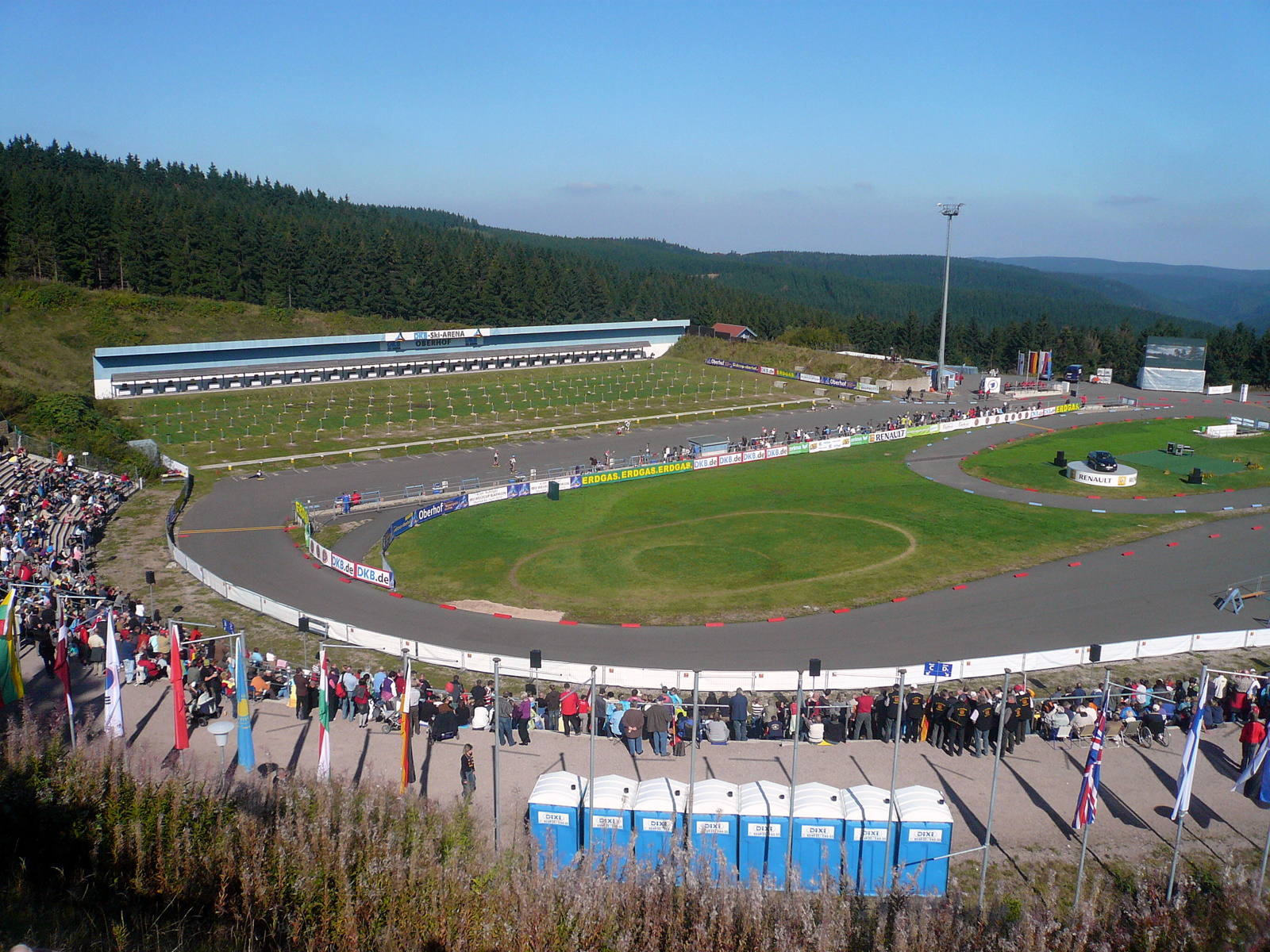
Ski-Arena bei den Sommerbiathlon-Weltmeisterschaften 2009

Die Rennsteig-Arena ist für Training oder Wettkämpfe im Sommer auch an ein Netz von asphaltierten Strecken („Rollerstrecken“), die teilweise mit Flutlicht ausgerüstet sind, angeschlossen. Diese Strecken können jedoch im Hochsommer bei sehr hohen Temperaturen nicht optimal genutzt werden. Für die Athleten, die mit Skistöcken und Rollerski unterwegs sind, besteht die Gefahr, durch Schmieren des Asphalts in den Kurven wegzurutschen.
Lange gab es drei Strecken unterschiedlicher Längen: Die Außenrunde mit 2951 Metern, die Brunnenrunde mit 1878 Metern, die Große Sägespänerunde mit 1478 Metern und die Kleine Sägespänerunde mit 933 Metern. Diese drei Strecken wurden auch im Winter mit einbezogen. Mit der 544 Meter langen Verbindungsstrecke ist das Streckennetz der Rennsteig-Arena auch dem Streckennetz des Grenzadlers angeschlossen. Dieses Netz umfasst fünf Strecken in Höhen von 820 bis 875 Metern über Normalnull und Längen von 1668, 1974, 2774, 3124 und 5078 Metern. Alle Strecken haben ein gültiges FIS-Zertifikat.
Nach dreijähriger Bauzeit wurden 2022 zehn komplett erneuerte Asphaltstrecken für das Sommertraining eröffnet. Die kürzeste ist 1,5 Kilometer lang, die längste 4 Kilometer. Der Birxsteig wurde dabei aus Gründen der Sicherheit nicht asphaltiert.

## Wettbewerbe

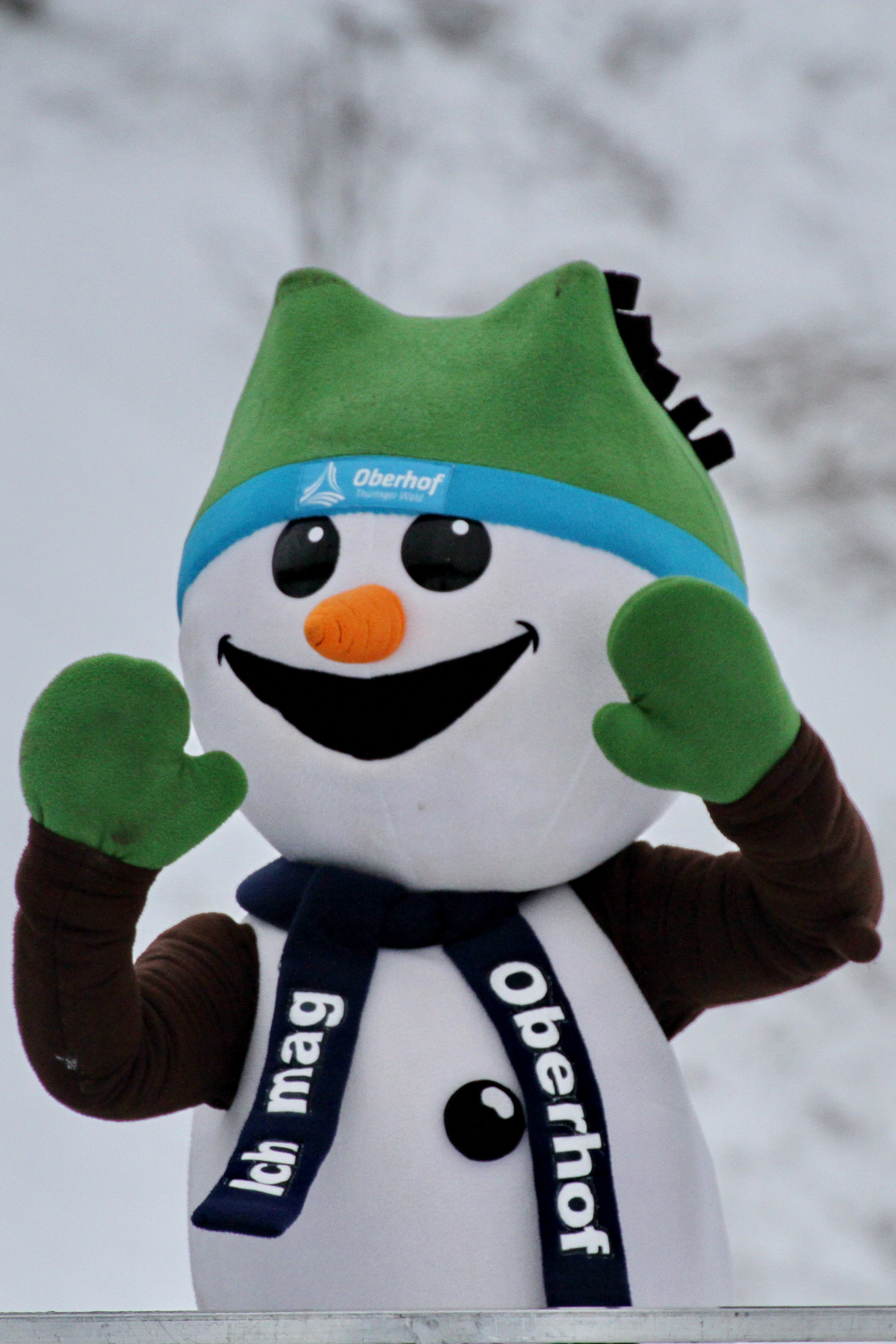
„Flocke“, das Maskottchen der Weltcupveranstaltungen in Oberhof

Die in Oberhof ausgetragenen Weltcups waren häufig von wechselhaftem Wetter betroffen: einen Tag strahlender Sonnenschein, dann stürmischer Wind, der die Matten am Schießstand durch das Stadion fegt, dann wieder dichter Nebel, der schon mehrmals zum Abbruch geführt hat, oder starker Schneefall.

### Biathlon

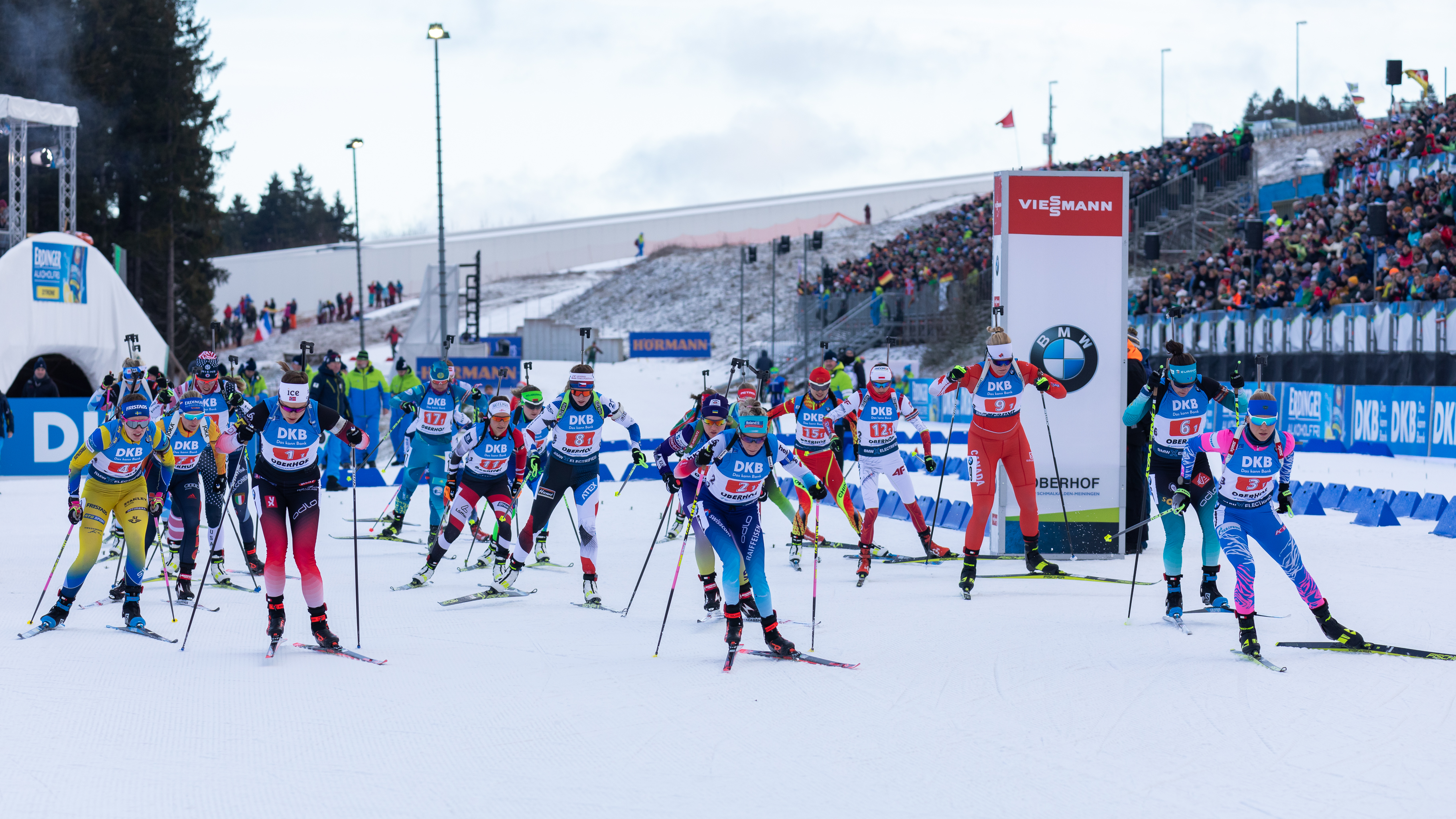
Rennstart Januar 2020

1984 fand in Oberhof der erste Biathlon-Weltcup statt. Danach war Oberhof in den Jahren 1985, 1986, 1991, 1994, 1995, 1997, 1999 bis 2003 sowie seit 2005, mit Ausnahme von 2016, jährlich Veranstalter eines Biathlon-Weltcups. Aufgrund der Covid-19-Pandemie fanden im Januar 2021 gleich zwei aufeinanderfolgende Weltcupwochenenden in der Arena am Rennsteig statt. Der zweite Oberhof-Weltcup ersetzte damals die Station in Ruhpolding, um den Reiseaufwand zu minimieren. Seit dem Weltcup 2001 wird die Veranstaltung von dem Wintersport-Förderverein „Rennsteig“ e. V. ausgerichtet. 2004 und 2023 fanden die Biathlon-Weltmeisterschaften in Oberhof statt. 1990 und 1993 sowie 2016 war Oberhof auch als Weltcup-Austragungsort vorgesehen, die Wettkämpfe mussten aber wegen schlechter bzw. zu warmer Wetterverhältnisse abgegeben werden. Sie fanden dann in Walchsee, Ridnaun und Ruhpolding statt.

#### ORA-Trophy
Seit dem Jahr 1998 gehört Oberhof der ORA-Trophy an. Sie wurde von den Biathlonorten Oberhof, Ruhpolding und Antholz ins Leben gerufen. An den Gesamtsieger der drei Weltcups wird ein zusätzliches Preisgeld ausgegeben. 2004 wurde wegen der Weltmeisterschaften trotz vieler Proteste die ORA nicht als zusätzlicher Wettbewerb in Oberhof ausgetragen. Seit 2005 wird dieser Wettbewerb Golden Classics genannt.

#### Nachtrennen
Beim Weltcup 2006 wurde in Oberhof das erste Mal ein Nachtrennen durchgeführt. Zur Beleuchtung der 4,3 Kilometer langen Strecke verwendete man die Methode von Ruhpolding: Die Streckenabschnitte, die noch nicht mit Leuchten bestückt waren, wurden mit 24 Helium-Ballons mit einem Durchmesser von zwei bis sechs Metern, die in zehn Meter Höhe befestigt waren, beleuchtet. Sie befanden sich überwiegend im Bereich der meisten Fernsehkameras am Birxsteig und am Frankfurter Kreuz. Zu der Flutlichtbeleuchtung im Stadion, für Schießstand, Strafrunde und den restlichen Streckenabschnitt wurden zusätzlich Tageslichtlampen auf sogenannten Baumstativen verwendet.

#### Zuschauerzahlen
Die Zuschauerzahlen stiegen in den letzten Jahren kontinuierlich an. Waren es beim Weltcup 2003 noch 52.000 Zuschauer an vier Wettkampftagen, so steigerte sich dies in den Folgejahren, bei jeweils fünf Wettkampftagen. Im Jahre 2005 kam man schon auf 85.000, 2006 auf 93.000, 2007 auf 95.000. Im Jahre 2009 kam man auf 98.000 und 2010 mit 102.000 erstmals auf über 100.000. Das bedeutet den bisherigen Rekord für Oberhofer Weltcups. Zum Weltcup 2012 kamen 100.500 Zuschauer. Zum Weltcup 2013 kamen bei vier Veranstaltungstagen 84.000 Zuschauer. Beim auf drei Wettbewerbstagen reduzierten Weltcup 2014 kamen 62.500 Zuschauer. Bei den einzelnen Rennen sind meistens über 20.000 Zuschauer, mit den Athleten, Offiziellen, Journalisten und sonstigen Akkreditierten bis zu 27.500 Personen im Stadion und an der Strecke. Die Rennen sind auch schon mehrere Monate vorher ausverkauft bis auf ein paar Restkarten, die es noch für die Strecke gibt. Die meisten Zuschauer gab es bei den fast zwei Wochen andauernden Weltmeisterschaften. 2004 kamen 206.000 Zuschauer zu den zehn Rennen an sieben Wettkampftagen, 2023 152.000 Zuschauer zu 12 Rennen an neun Wettkampftagen. Zusätzlich besuchten 2004 weitere 50.000 die abendlichen Siegerehrungen im Kurpark von Oberhof. Bei den Biathlon-Weltmeisterschaften 2023 kamen circa 152.000 Zuschauer zu 12 Rennen an neun Wettkampftagen.

#### Zahlen und Fakten
Eine Sportveranstaltung mit mehr als 20.000 Personen stellt für eine Ortschaft mit etwa 1600 Einwohnern eine große Herausforderung dar. Beim Weltcup 2006 sorgten insgesamt 750 Helfer für einen reibungslosen Ablauf der Wettkämpfe. Davon waren ungefähr 450 ehrenamtliche Helfer aus 13 Wintersportfördervereinen des Rennsteigs. Für den Wettkampf wurden 140 Kampfrichter, 50 Ordner für den Wettkampf und 120 Ordner für die Parkplätze und das Stadion eingesetzt. Während der Wettkämpfe war der Grenzadler-Parkplatz für die Besucher gesperrt, dafür wurden in Oberhof etwa 4000 Parkplätze für etwa 12.000 Zuschauer zur Verfügung gestellt. Des Weiteren gab es 120 Stellplätze für Busse, die etwa 6000 Gäste nach Oberhof brachten. Die Zuschauer wurden dann mit 24 Bussen im Shuttlebetrieb vom Friedensplatz in Oberhof zum Grenzadler und zurück transportiert. Zusätzlich wurde die Linienbus- und Zugverbindung verstärkt. Im logistischen Bereich (Polizei, Catering, Rettungswesen und Sicherheit) waren 300 Helfer eingesetzt. Es wurden fünf Rettungswagen eingesetzt und 2000 Meter Absperrzaun angebracht. 3400 Personen hatten eine Akkreditierung, davon 180 vom Fernsehen, 30 vom Rundfunk, 85 schreibende Journalisten und 57 Fotografen.

#### Preisgeld
Zu den Wettkämpfen 2006 wurden insgesamt 202.400 Euro Preisgeld an die Athleten ausgezahlt. Davon waren 162.400 Euro Preisgelder der IBU; 40.000 Euro standen für die Golden Classics zur Verfügung, 30.000 davon in Oberhof und 10.000 für den Jackpot, der in Antholz ausgezahlt wurde. Beim Weltcup 2007 wurden insgesamt 208.200 Euro Preisgeld ausgezahlt.

### Sonstige Veranstaltungen
Von der Saison 2002/2003 bis zur Saison 2009/2010 (in der Saison 2006/2007 abgesagt) wurden auch die Laufwettbewerbe des Weltcups der Nordischen Kombination im Stadion durchgeführt. Auch der Sommer-Grandprix der Nordischen Kombination fand 2007 hier statt. Jährlich werden im Sommer auch einige Rennen der Deutschen Meisterschaften im Biathlon in der Rennsteig-Arena ausgerichtet.
In der Nordischen Kombination verfolgten regelmäßig mehr als 10.000 Zuschauer das Laufen. Dies war von allen Weltcups der Spitzenwert.
Die Auftaktrennen der Tour de Ski (Skilanglauf) wurden von der Saison 2008/2009 bis zur Saison 2013/2014 im Stadion durchgeführt. Zudem gastierte der reguläre Skilanglauf-Weltcup 2002/2003 und 2023/2024 im Oberhof.
Seit 2006 finden jährlich Mitte Januar die Skilanglauftage der Organisation Special Olympics Deutschland statt. Die Veranstaltung gilt als europaweit größte Skilanglaufveranstaltung für Menschen mit einer geistigen Behinderung.